# Live at the Agora 1978
Live at the Agora 1978 (с англ. — «Концерт на Агоре 1978») — концертный альбом американской рок-группы The Cars, выпущенный 22 апреля 2017 года на лейбле Elektra Records. Альбом был выпущен в день музыкального магазина 2017 года на 2 виниловых пластинках, одна из которых — односторонняя.

## Список композиций
Слова и музыка всех песен — Рик Окасек, кроме указанных иначе.
| №                   | Название                       | Длительность |
| ------------------- | ------------------------------ | ------------ |
| 1.                  | «Intro/Good Times Roll»        | 4:41         |
| 2.                  | «Bye Bye Love»                 | 4:21         |
| 3.                  | «Night Spots»                  | 4:26         |
| 4.                  | «I’m in Touch with Your World» | 3:44         |
| Общая длительность: | Общая длительность:            | 17:12        |

| №                   | Название                | Автор(ы)            | Длительность |
| ------------------- | ----------------------- | ------------------- | ------------ |
| 5.                  | «My Best Friend’s Girl» |                     | 3:51         |
| 6.                  | «Moving in Stereo»      | Окасек, Грег Хоукс  | 4:59         |
| 7.                  | «All Mixed Up»          |                     | 4:20         |
| 8.                  | «Take What You Want»    |                     | 5:44         |
| Общая длительность: | Общая длительность:     | Общая длительность: | 18:54        |

| №                   | Название                      | Автор(ы)                | Длительность |
| ------------------- | ----------------------------- | ----------------------- | ------------ |
| 9.                  | «Don’t Cha Stop»              |                         | 3:42         |
| 10.                 | «You’re All I’ve Got Tonight» |                         | 4:20         |
| 11.                 | «Just What I Needed»          |                         | 4:07         |
| 12.                 | «Hotel Queenie»               |                         | 3:16         |
| 13.                 | «Somethin' Else»              | Эдди Кокран, Шэрон Шили | 3:17         |
| Общая длительность: | Общая длительность:           | Общая длительность:     | 18:42        |

## Участники записи
Адаптированно из примечаний к альбому.

### The Cars
- Рик Окасек — вокал, ритм-гитара
- Бенджамин Орр — вокал, бас-гитара
- Грег Хоукс — клавишные, перкуссия, саксофон (на «All Mixed Up»), бэк-вокал
- Эллиот Истон — соло-гитара, бэк-вокал
- Дэвид Робинсон — ударные, перкуссия, Syndrum

### Продюсирование
- The Cars — продюсер, сведение
- Джон Хьюз — продюсер компиляции
- Джим Хилленбранд — звукорежиссёр
- К. Томсик — сведение
- Тед Дженсен — мастеринг
- Дэни Барнард — менеджмент
- Джефф Крамер — менеджмент
- Кристин Аттауэй — менеджмент [помощь в осуществлении проекта]
- Стейси Конде — менеджер продукта

### Оформление
- Дэвид Робинсон — дизайн
- Кристо Циарас — дизайн
- Джанет МакОска — фотография [Бенджамина Орра]
- Анастасия Панциос — фотографии с обложки
- Лак вырезан Райаном Смитом (RKS)